# The Fighting Heart
The Fighting Heart é um filme norte-americano de 1925, do gênero drama, dirigido por John Ford. O filme é agora considerado perdido.

## Elenco
- George O'Brien como Denny Bolton
- Billie Dove como Doris Anderson
- J. Farrell MacDonald como Jerry
- Victor McLaglen como Soapy Williams
- Diana Miller como Helen Van Allen
- Bert Woodruff como Avô
- Francis Ford como Town Fool
- Hazel Howell como Oklahoma Kate
- Edward Peil Sr. como Flash Fogarty (como Edward Piel)
- James A. Marcus como Judge Maynard (como James Marcus)
- Frank Baker
- Harvey Clark
- Lynn Cowan
- Hank Mann
- Francis Powers